# Tylototriton shanjing
Tylototriton shanjing é uma espécie de anfíbio caudado pertencente à família Salamandridae. Endêmica da China.